# Kymatocalyx cubensis
Kymatocalyx cubensis là một loài rêu tản trong họ Cephaloziellaceae. Loài này được (Gottsche ex Stephani) Váňa miêu tả khoa học lần đầu tiên năm 1974.